# 松丸貞一
松丸 貞一（まつまる ていいち、1909年2月28日 - 1997年1月6日）は、東京都文京区本郷出身の元サッカー選手、サッカー指導者。ポジションはハーフバック（現在のミッドフィールダー）、フォワード。

## 略歴
東京府立第五中学校（現在の東京都立小石川中等教育学校）3年生時の1924年に同校で蹴球部が創設されたことを機にサッカーを始める。慶應義塾大学に進み、1932年に慶應義塾大学法学部法律学科を卒業した。ソッカー部では1931年より主将を務め、1932年に関東大学リーグと東西大学1位対抗に初優勝した。
天皇杯は1933年4月に慶應BRBの選手として第12回大会で優勝、同年10月には東京OBクラブの選手として第13回大会で優勝、1936年には再び慶應BRBの選手として第16回大会で優勝した。
この間、1934年極東選手権の日本代表に選ばれ、初戦のオランダ領東インド戦、2戦目のフィリピン戦に先発出場、3戦目の中華民国戦に途中出場した。
大学卒業後は慶應義塾大学のコーチを経て、1937年に監督に昇格。ソッカー部の先輩・濱田諭吉が翻訳したオットー・ネルツの指導書に大きな影響を受け、攻守に人が動き、ワンタッチパスを多用するスタイルのサッカーを標榜した。
松丸の監督時代に慶應義塾大学および慶應BRBが獲得したタイトルは、関東大学リーグ4回（1937年から1940年まで4連覇）、天皇杯3回（1937年、1939年、1940年）、東西大学1位対抗4回（1937年から1940年まで4連覇）など。公式戦での1試合平均得点は4.6点、平均失点は0.46点だった。
第二次世界大戦後は日本サッカー協会（JFA）の役職を歴任した。1950年ごろにJFA内につくられた審判委員会では委員長を務め、1953年から1957年までは国際審判員に登録されていた。
2015年、第12回日本サッカー殿堂入り。

## 代表歴

### 出場大会
- 1934年 極東選手権

### 試合数
- 国際Aマッチ 3試合 0得点(1934)

| 日本代表 | 国際Aマッチ | 国際Aマッチ | その他 | その他 | 期間通算 | 期間通算 |
| 年       | 出場        | 得点        | 出場   | 得点   | 出場     | 得点     |
| -------- | ----------- | ----------- | ------ | ------ | -------- | -------- |
| 1934     | 3           | 0           | 0      | 0      | 3        | 0        |
| 通算     | 3           | 0           | 0      | 0      | 3        | 0        |

### 出場
| No. | 開催日         | 開催都市 | スタジアム | 対戦相手           | 結果 | 監督     | 大会       |
| --- | -------------- | -------- | ---------- | ------------------ | ---- | -------- | ---------- |
| 1.  | 1934年05月13日 | マニラ   |            | オランダ領東インド | ●1-7 | 竹腰重丸 | 極東選手権 |
| 2.  | 1934年05月15日 | マニラ   |            | フィリピン         | ○4-3 | 竹腰重丸 | 極東選手権 |
| 3.  | 1934年05月20日 | マニラ   |            | 中華民国           | ●3-4 | 竹腰重丸 | 極東選手権 |